# Carrouge
Carrouge (toponimo francese) è una frazione di 1 111 abitanti del comune svizzero di Jorat-Mézières, nel Canton Vaud (distretto di Lavaux-Oron).

## Storia

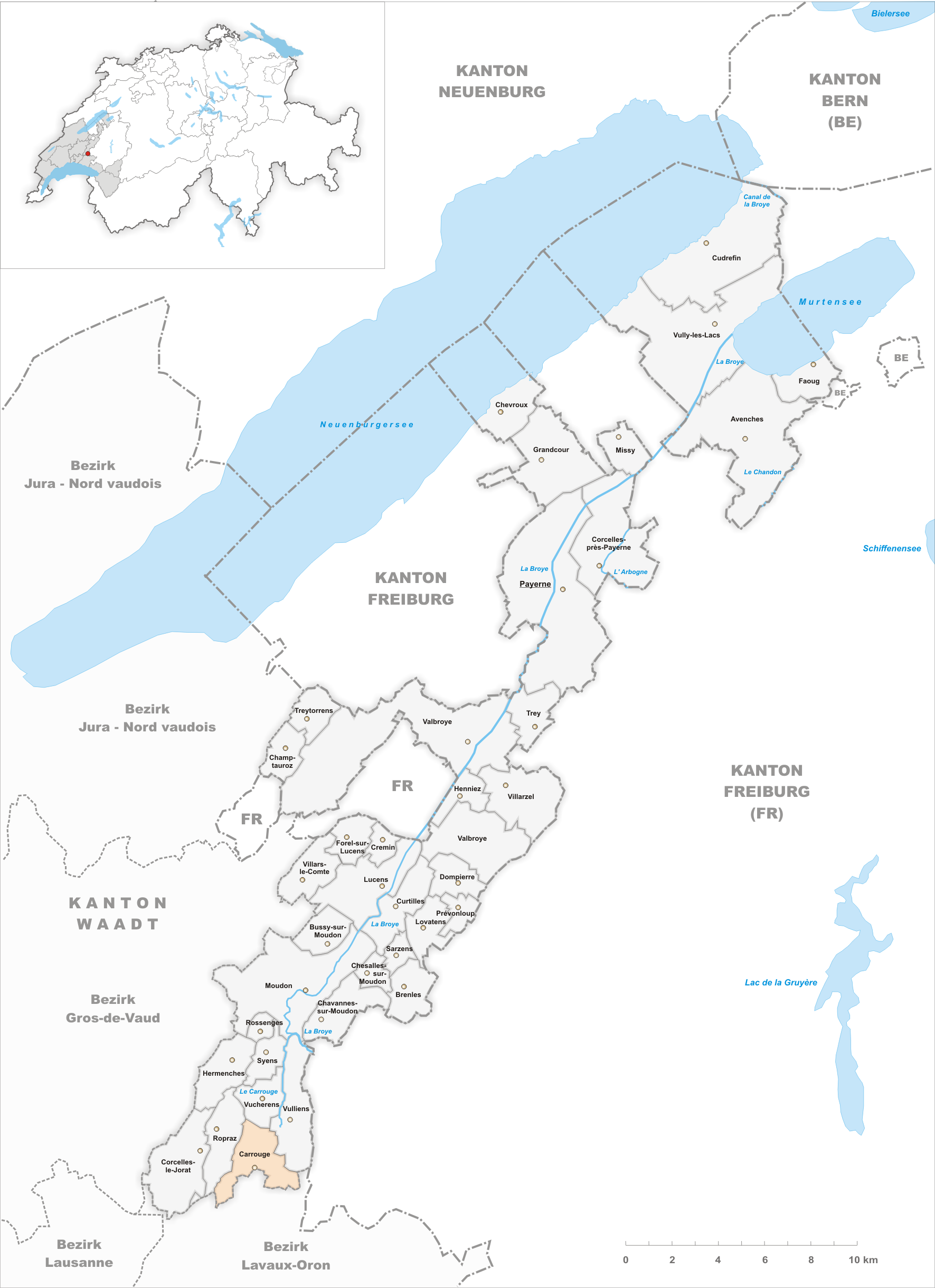
Il territorio del comune di Carrouge prima degli accorpamenti comunali del 2016

Già comune autonomo che apparteneva al distretto della Broye-Vully e che si estendeva per 5,43 km², nel 2016 è stato accorpato agli altri comuni soppressi di Ferlens e Mézières per formare il nuovo comune di Jorat-Mézières, del quale Carrouge è il capoluogo.

### Simboli
Le rose sono riprese dal blasone della famiglia dei nobili di Vulliens, il crescente dal simbolo del  baliato di Oron. La croce di Sant'Andrea rappresenta l'incrocio delle strade dove è sorto il villaggio. Il nome Carrouge deriva dal latino quadrivium ("quadrivio").
Lo stemma del comune è stato approvato nel 1923.

## Monumenti e luoghi d'interesse

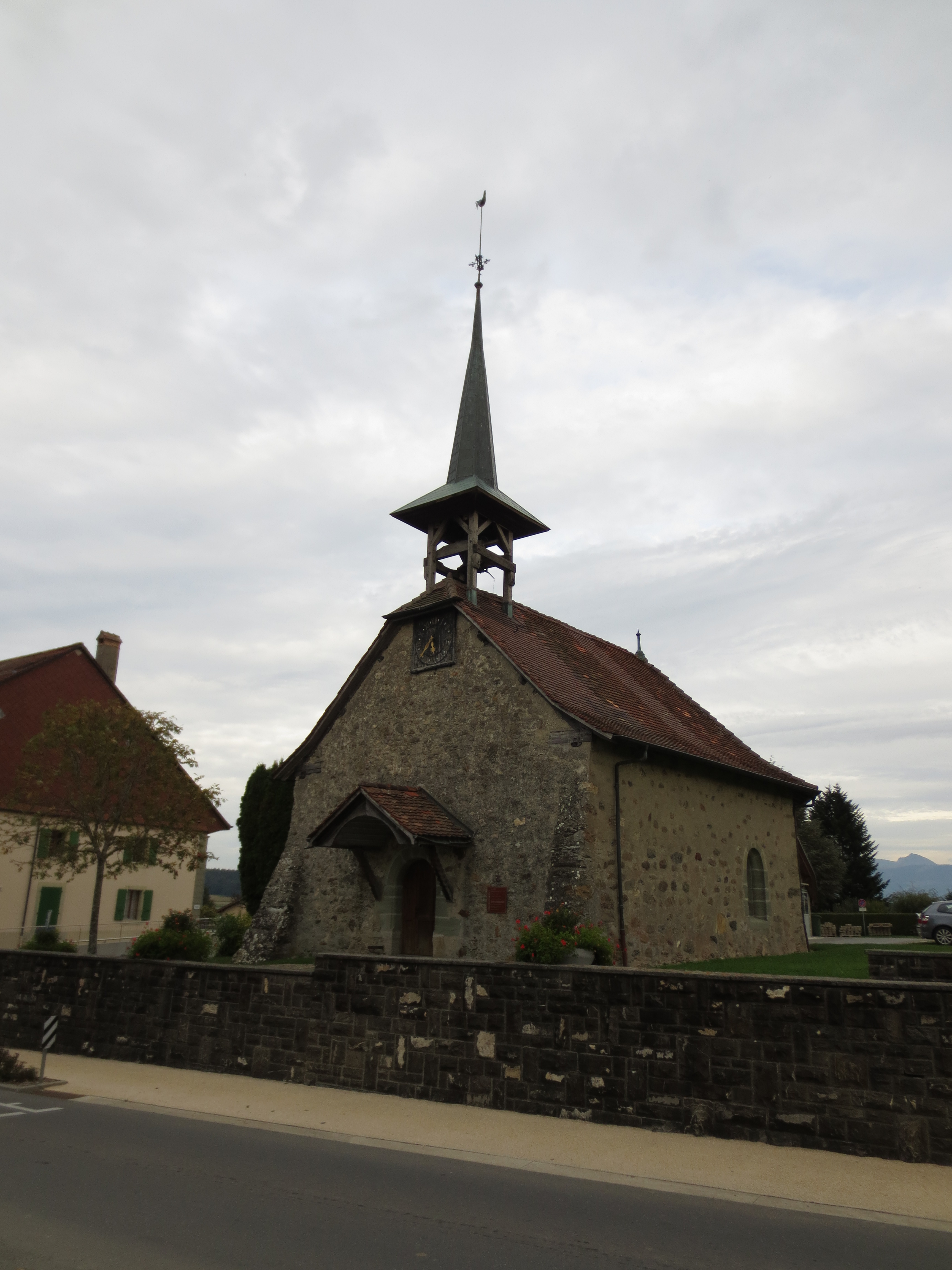
La cappella riformata

- Cappella riformata, eretta nel 1709[1].

## Società

### Evoluzione demografica
L'evoluzione demografica è riportata nella seguente tabella:
Abitanti censiti

## Amministrazione
Ogni famiglia originaria del luogo fa parte del cosiddetto comune patriziale e ha la responsabilità della manutenzione di ogni bene ricadente all'interno dei confini della frazione.